# Kudur-Enlil
Kudur-Enlil fue sucesor de Kadashman-Enlil II como rey de Babilonia, Akkad, País del Mar y Khana. Fue, posiblemente, el primer rey casita en llevar un nombre enteramente babilonio, o derivado de una palabra elamita, que puede ser asirio medio. Aunque la Lista A de reyes babilonios le registra como hijo de Kadašman-Enlil, es una fuente tardía, y ninguna inscripción contemporánea apoya este parentesco. Se ha sugerido que pudo ser hermano de Kadašman-Enlil,.
Reinó en el período 1264 a. C.-1246 a. C. (cronología corta), un reinado probablemente corto. Le sucedió su hijo Shagarakti-Shuriash.